# Löschebrand (Adelsgeschlecht)

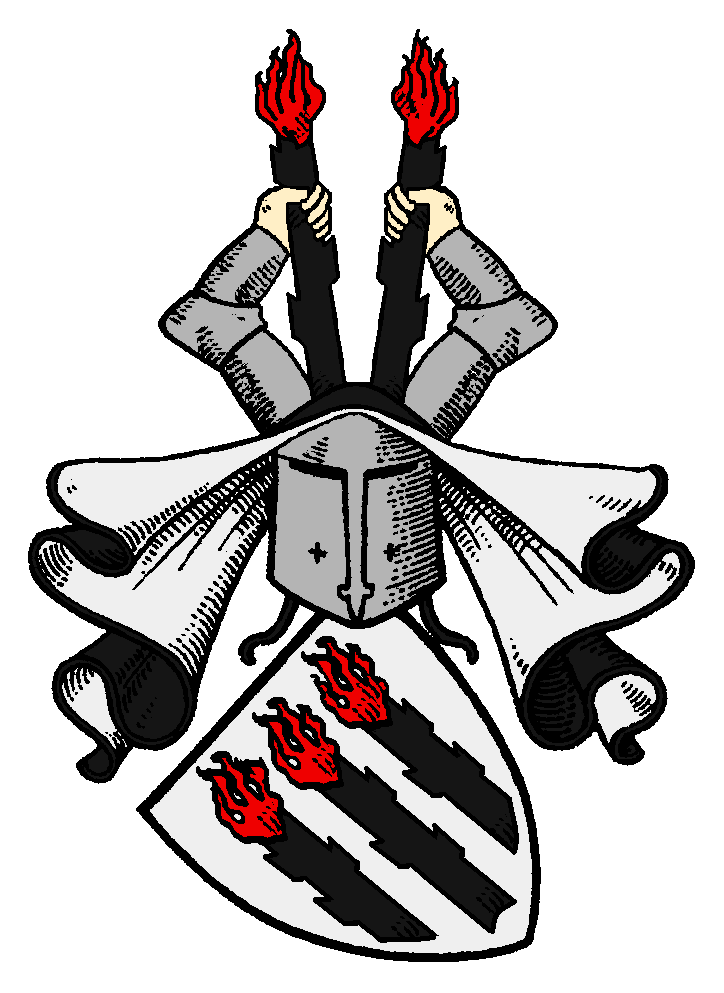
Wappen derer von Löschebrand

Löschebrand (auch: Löschebrandt, Loeschebrand o. ä.) ist der Name eines brandenburgischen Adelsgeschlechts, das seit dem 14. Jahrhundert in den Herrschaften Beeskow und Storkow auftrat.

## Besitz
Die Löschebrands sind seit 1321 nachweisbar. Zu diesem Zeitpunkt besaßen sie die Hälfte von Görsdorf. 1463 wird die Familie mit drei weiteren Dörfern (Kummersdorf, Saarow und Selchow) und zwei Hufen und zwei Kossätenstellen in Friedersdorf erwähnt. 1492 gingen die Besitzungen in Friedersdorf und Kummersdorf verloren, wofür jedoch nur zwei Jahre später das Dorf Pieskow und die andere Hälfte von Görsdorf hinzukamen. 1556 wurde Behrensdorf erworben, dafür 1559 Görsdorf verkauft. 1576 kam Silberberg und 1582 noch Kolpin und Reichenwalde hinzu. Zu diesem Zeitpunkt besaßen die Löschebrands sieben Dörfer in den Herrschaften Beeskow und Storkow. 1599 musste Behrensdorf nach 43 Jahren verkauft werden. 1605 gingen Kolpin und Reichenwalde wieder verloren. 1634 kam Radlow in den Besitz der Löschebrands. Dieser Besitzstand blieb über 150 Jahre bestehen. 1802 wurde Radlow wieder verkauft, dafür einige Jahre später der Scharmützelsee jedoch vom Fiskus erworben. 1817 ging Pieskow verloren, 1843 wurde Sauen erworben. Ab 1862 waren auch Silberberg und Saarow nicht mehr im Besitz der Löschebrands. 
Nur noch Selchow blieb bis zur Abschaffung der Gutsherrschaft 1872 im vollen Besitz der Löschebrands. Dessen Eigentümer war zuletzt der ehemalige Landrat, bis etwa Mitte 1853, des Landkreises Beeskow-Storkow Julius Otto Eduard von Löschebrand, vormals Mitglied des Vereinigten Landtages. 1876 verstarb Otto von Löschebrand und hinterließ die Witwe Emilie, geborene von Beringe, und Kinder Kurt (Curt), Catharine, Walther und Max von Löschebrand. 1879 weist das erstmals amtlich publizierte General-Adressbuch der Rittergutsbesitzer der Provinz Brandenburg für das Rittergut Selchow noch 546,53 ha Fläche aus. Verwalter war damals Ober-Amtmann Schadow. Als Eigentümer wurden geführt die Geschwister von Löschebrandt.
1888 verstirbt in pommerschen Stolp Sophie Freiin von Ledebur, geborene von Löschebrand, geboren 1807 in Saarow. Sie war die Tochter des Regimentskommandeurs Friedrich von Löschebrand und der Charlotte Gräfin Hertzberg. Sophie war ab 1835 die Ehefrau des Schriftstellers Carl (Karl) Freiherr von Ledebur (1806–1872), dieser war auch kgl. preuß. Major und Kommandant des Invalidenhauses in Stolp. Sophie war so die Schwägerin des bekannten Genealogen Freiherr Leopold von Ledebur. Generalleutnant Heinrich Freiherr von Ledebur war ihr angeheirateter Neffe. Ihr Sohn Carl von Ledebur wurde ein bekannter Theaterintendant. Es sind so bis heute weitere Nachfahren der Sophie von Löschebrand(t) nachweislich.
Letzterwähnt ist 1878 als Schüler des Gymnasiums in Guben nochmals der Walther von Löschebrand-Selchow.

## Würdigung
In den Wanderungen durch die Mark Brandenburg von Theodor Fontane erscheinen die von Löschebrands zum einen im zweiten Band. Auf einer Osterfahrt durch den Kreis Beeskow-Storkow erwähnt Fontane sie mehrmals. Des Weiteren fanden sie Aufnahme in Band 4 Spreeland mit der Erwähnung der Dorfkirche Reichenwalde und des dortigen Friedhofs als Grablege, hier als Patronat der vormaligen Inhaber des benachbarten und hier eingekirchten Ritterguts in Silberberg.
Auch in der Verfilmung von 1986 werden sie durch einen „alten Junker“ dargestellt, der durch die Rückgabe von „Bons und Lieferungsscheinen“ den Scharmützelsee für 2 statt 2000 Taler kauft.
Ende des 19. Jahrhunderts wurde bei der Regulierung des Heinrichplatzes in Spandau, nahe der Kirche, vor dem Haus der Superintendentur, ein kleiner Leichenstein gefunden: Anno 1606 am 21. Jan. starb hier J. G. O. T. vo. Leschbra-d. seines Alters 86 Jahr. Besitzer des Steins wurde ein Herr Hauptmann von Rheinbaben.